# Gustaaf Lauwereins
Gustaaf Lauwereins (ur. 21 czerwca 1941 w Preston) – belgijski judoka. Olimpijczyk z Monachium 1972, gdzie zajął trzynaste miejsce w wadze lekkiej.
Piąty na mistrzostwach świata w 1969; uczestnik zawodów w 1971. Srebrny medalista mistrzostw Europy w 1967 roku.

## Letnie Igrzyska Olimpijskie 1972
| Konkurencja | Rundy eliminacyjne  | Rundy eliminacyjne        | Klas. końcowa |
| Konkurencja | 1/32                | 1/16                      | Miejsce       |
| ----------- | ------------------- | ------------------------- | ------------- |
| 63 kg       | Juan Chalas (DOM) Z | Karl-Heinz Werner (GDR) P | 13.           |